# Palais Rohan (Prague)
Pour les articles homonymes, voir Palais Rohan.
Le palais Rohan ou palais Czernin est un monument situé à Prague, dans le quartier de Mala Strana. Il est protégé en tant que monument culturel de la République tchèque.

## Histoire

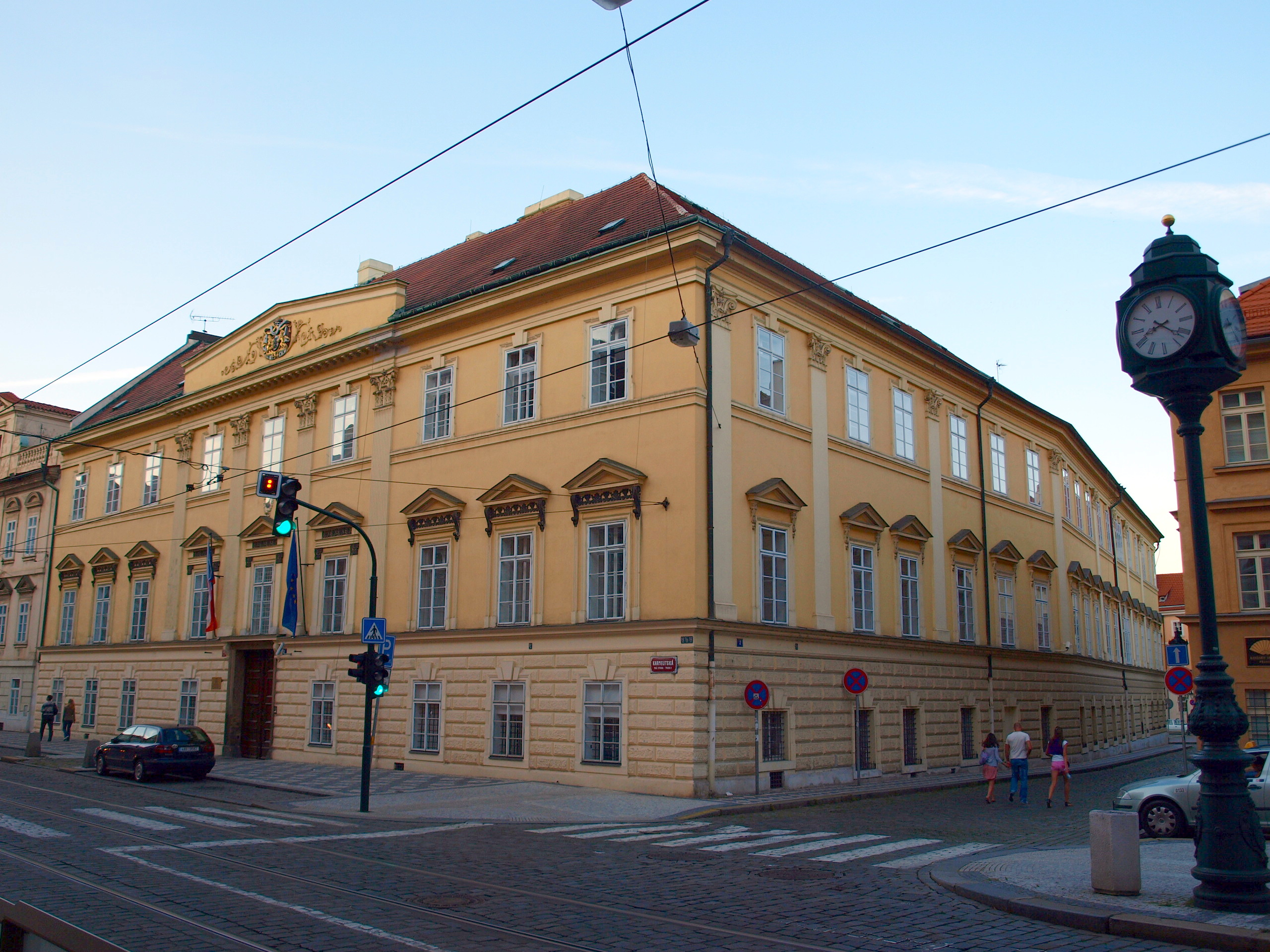
Palais Rohan

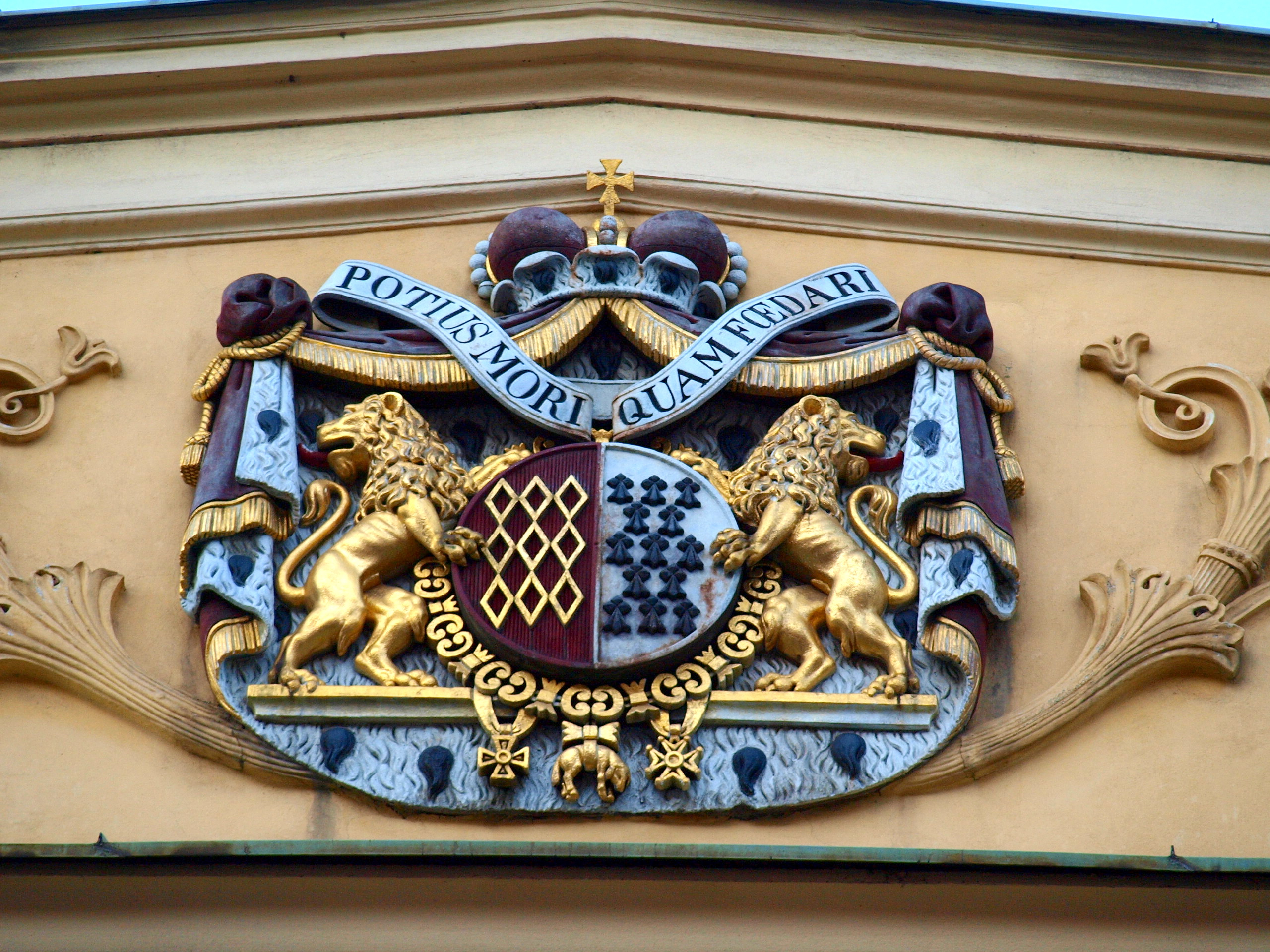
Armoiries des princes Rohan

Vers 1571, l'architecte, constructeur et tailleur de pierre allemand Bonifác Wohlmut réunit trois maisons et créée un palais.
Entre 1700 et 1713 se trouvait l'opéra allemand. Vers 1792, le comte Johann Adalbert Čzernín  le fait reconstruire selon le projet de Josef Zobel.
En 1799, le palais est vendu à Pierre de Biron Courlande, mort en janvier 1800, auquel succède sa fille, Pauline, mariée à Prague en avril 1800 avec Frédéric de Hohenzollern-Hechingen (elle est la sœur de Catherine Vilemína Zaháňská). Pauline de Hohenzollern apporte quelques modifications à l'intérieur du palais, faisant aménager en particulier la salle de bal.
En 1816, le palais est acquis par le duc Charles Alain Gabriel de Rohan. Le prince Camille de Rohan lui fait donner une apparence classique tardive en faisant édifier vers 1845 sa façade actuelle,.
Le palais se transmet dans la  Maison de Rohan jusqu'en 1945.
Cet édifice abrite à présent le Ministère de l'éducation, de la jeunesse et des sports de la République tchèque.